# 小行星16564
小行星16564（16564 Coriolis）是一颗绕太阳运转的小行星，为主小行星带小行星。该小行星于1992年1月30日发现。

## 轨道参数
小行星16564的轨道半长轴为2.9799356 UA，离心率为0.082。